# Rhyncomya cyanicolor
Rhyncomya cyanicolor är en tvåvingeart som beskrevs av Knut Rognes 2002. Rhyncomya cyanicolor ingår i släktet Rhyncomya och familjen Rhiniidae.
Artens utbredningsområde är Syrien. Inga underarter finns listade i Catalogue of Life.